# Leptotarsus (Tanypremna) mirandus
Leptotarsus (Tanypremna) mirandus is een tweevleugelige uit de familie langpootmuggen (Tipulidae). De soort komt voor in het Neotropisch gebied.